# San Tropez
«San Tropez» (с фр. — «Сен-Тропе») — песня группы «Pink Floyd» с альбома 1971-го года «Meddle», написанная Роджером Уотерсом. Представлена на первой стороне LP четвёртым по счёту треком. «San Tropez», в отличие от других композиций с альбома «Meddle», не представляет собой коллективного творчества группы, она была полностью сочинена Уотерсом, который принёс в студию уже готовую демозапись. Основой данной композиции, в которой отмечается влияние джазового стиля, является фортепианная партия Ричарда Райта, вокальная партия исполняется Роджером Уотерсом. В песне также звучит гавайская гитара, на которой сыграл Дэвид Гилмор. «San Tropez» ни разу не исполнялась на концертах группы также, как и «A Pillow of Winds» и «Fearless» с альбома «Meddle».
Название композиции, а также упоминания в её тексте об отдыхе на море, связаны с курортным городом на юго-востоке Франции — Сен-Тропе, расположенном на Лазурном берегу.

## Участники записи
- Роджер Уотерс — бас-гитара, акустическая гитара, вокал;
- Дэвид Гилмор — слайд-гитара;
- Ричард Райт — фортепиано;
- Ник Мейсон — ударные.